# Tournoi de tennis de Charlotte
Le tournoi de Charlotte (Caroline du Nord, États-Unis) est un tournoi de tennis féminin du circuit professionnel WTA et masculin du circuit ATP.
La dernière édition de l'épreuve date de 1977.
De 1991 à 1993, le tournoi masculin US Men's Clay Court Championship se joue à Charlotte.

## Palmarès dames

### Simple
| No       | Date       | Nom et lieu du tournoi                                  | Catégorie      | Dotation | Surface      | Vainqueure           | Finaliste            | Score         |         |
| -------- | ---------- | ------------------------------------------------------- | -------------- | -------- | ------------ | -------------------- | -------------------- | ------------- | ------- |
| 1        | 09-05-1967 | Charlotte Invitation, Charlotte (NC)                    |                | NC       | Terre (ext.) | Billie Jean King     | Peaches Bartkowicz   | 6-1, 6-2      | Tableau |
| Ère Open |            |                                                         |                |          |              |                      |                      |               |         |
| 2        | 07-04-1969 | Carolinas International, Charlotte (NC)                 |                | NC       | Terre (ext.) | Margaret Smith Court | Judy Tegart          | 6-1, 6-1      | Tableau |
| 3        | 14-09-1970 | Carolinas Autumn Invitation, Charlotte (NC)             |                | 14000 $  | Terre (ext.) | Nancy Richey         | Chris Evert          | 6-4, 6-1      | Tableau |
| 4        | 15-04-1971 | North Carolina National Bank Invitation, Charlotte (NC) | Amateur        | NC       | Terre (ext.) | Chris Evert          | Laura duPont         | 6-2, 6-0      | Tableau |
| 5        | 12-09-1972 | Four Roses Premium Classic, Charlotte (NC)              | WT Pro Tour    | 40 000 $ | Terre (ext.) | Billie Jean King     | Margaret Smith Court | 6-2, 6-2      | Tableau |
| 6        | 10-09-1973 | Four Roses Classic, Charlotte (NC)                      |                | 40 000 $ | Terre (ext.) | Evonne Goolagong     | Eugenia Birioukova   | 6-2, 6-0      | Tableau |
| 7        | 12-09-1975 | Four Roses Classic, Charlotte (NC)                      | Exhibition     | NC       | Terre (ext.) | Martina Navrátilová  | Evonne Goolagong     | 4-6, 6-2, 7-5 | Tableau |
| 8        | 22-08-1977 | Ivey-Pepsi Tennis Classic, Charlotte (NC)               | Colgate Series | 35 000 $ | Terre (ext.) | Martina Navrátilová  | Mima Jaušovec        | 3-6, 6-2, 6-1 | Tableau |

### Double
| No | Date       | Nom et lieu du tournoi                                 | Catégorie      | Dotation | Surface      | Vainqueures                        | Finalistes                       | Score         |         |
| -- | ---------- | ------------------------------------------------------ | -------------- | -------- | ------------ | ---------------------------------- | -------------------------------- | ------------- | ------- |
| 1  | 07-04-1969 | Carolinas International Charlotte (NC)                 |                | NC       | Terre (ext.) | Margaret Smith Court Judy Tegart   | Lesley Turner Mary-Ann Eisel     | 6-4, 6-2      | Tableau |
| 2  | 14-09-1970 | Carolinas Autumn Invitation Charlotte (NC)             |                | 14000 $  | Terre (ext.) | Margaret Smith Court Virginia Wade | Françoise Dürr Nancy Richey      | 10-1          | Tableau |
| 3  | 15-04-1971 | North Carolina National Bank Invitation Charlotte (NC) | Amateur        | NC       | Terre (ext.) | Chris Evert Sue Stap               | Janet Newberry Eliza Pande       | 6-3, 1-6, 6-3 | Tableau |
| 4  | 12-09-1972 | Four Roses Premium Classic Charlotte (NC)              | WT Pro Tour    | 40 000 $ | Terre (ext.) | Françoise Dürr Betty Stöve         | Margaret Smith Court Lesley Hunt | Partage       | Tableau |
| 5  | 10-09-1973 | Four Roses Classic Charlotte (NC)                      |                | 40 000 $ | Terre (ext.) | Evonne Goolagong Janet Young       | Ilana Kloss Martina Navrátilová  | 6-2, 6-0      | Tableau |
| 6  | 22-08-1977 | Ivey-Pepsi Tennis Classic Charlotte (NC)               | Colgate Series | 35 000 $ | Terre (ext.) | Martina Navrátilová Betty Stöve    | Regina Maršíková Pam Teeguarden  | 6-4, 6-4      | Tableau |

## Palmarès messieurs

### Simple
| No | Date       | Nom et lieu du tournoi        | Catégorie | Dotation  | Surface         | Vainqueur          | Finaliste         | Score         |  |
| -- | ---------- | ----------------------------- | --------- | --------- | --------------- | ------------------ | ----------------- | ------------- |  |
| 1  | 13-04-1970 | , Charlotte (NC)              |           | 18 000 $  | Terre (ext.)    | Cliff Richey       | Robert Carmichael | 6-4, 6-4      |  |
| 2  | 19-04-1971 | , Charlotte (NC)              |           | NC $      | Dur (ext.)      | Arthur Ashe        | Stan Smith        | 6-3, 6-3      |  |
| 3  | 24-04-1972 | Charlotte WCT, Charlotte (NC) |           | NC $      | Terre (ext.)    | Ken Rosewall       | Cliff Richey      | 2-6, 6-2, 6-2 |  |
| 4  | 16-04-1973 | Charlotte WCT, Charlotte (NC) |           | 50 000 $  | Terre (ext.)    | Ken Rosewall       | Arthur Ashe       | 6-3, 7-6      |  |
| 5  | 15-04-1974 | , Charlotte (NC)              |           | 50 000 $  | Terre (ext.)    | Jeff Borowiak      | Dick Stockton     | 6-4, 5-7, 7-6 |  |
| 6  | 21-04-1975 | , Charlotte (NC)              |           | 60 000 $  | Terre (ext.)    | Raúl Ramírez       | Roscoe Tanner     | 3-6, 6-4, 6-3 |  |
| 7  | 19-04-1976 | Charlotte WCT, Charlotte (NC) |           | NC $      | Moquette (int.) | Tony Roche         | Vitas Gerulaitis  | 6-3, 3-6, 6-1 |  |
| 8  | 18-04-1977 | Charlotte WCT, Charlotte (NC) |           | 100 000 $ | Moquette (int.) | Corrado Barazzutti | Eddie Dibbs       | 7-6, 6-0      |  |

### Double
| No | Date       | Nom et lieu du tournoi        | Catégorie | Dotation  | Surface         | Vainqueurs                    | Finalistes                         | Score         |  |
| -- | ---------- | ----------------------------- | --------- | --------- | --------------- | ----------------------------- | ---------------------------------- | ------------- |  |
| 1  | 19-04-1971 | , Charlotte (NC)              |           | NC $      | Dur (ext.)      | Marty Riessen Tony Roche      | Arthur Ashe Dennis Ralston         | 6-2, 6-2      |  |
| 2  | 24-04-1972 | Charlotte WCT, Charlotte (NC) |           | NC $      | Terre (ext.)    | Tom Okker Marty Riessen       | John Newcombe Tony Roche           | 6-4, 4-6, 7-6 |  |
| 3  | 16-04-1973 | Charlotte WCT, Charlotte (NC) |           | 50 000 $  | Terre (ext.)    | Tom Okker Marty Riessen       | Tom Gorman Erik van Dillen         | 7-6, 3-6, 6-3 |  |
| 4  | 15-04-1974 | , Charlotte (NC)              |           | 50 000 $  | Terre (ext.)    | Buster Mottram Raúl Ramírez   | Owen Davidson John Newcombe        | 6-3, 1-6, 6-3 |  |
| 5  | 21-04-1975 | , Charlotte (NC)              |           | 60 000 $  | Terre (ext.)    | Patricio Cornejo Jaime Fillol | Ismail El Shafei Brian Fairlie     | 6-3, 5-7, 6-4 |  |
| 6  | 19-04-1976 | Charlotte WCT, Charlotte (NC) |           | NC $      | Moquette (int.) | John Newcombe Tony Roche      | Vitas Gerulaitis Gene Mayer        | 6-3, 7-5      |  |
| 7  | 18-04-1977 | Charlotte WCT, Charlotte (NC) |           | 100 000 $ | Moquette (int.) | Tom Okker Ken Rosewall        | Corrado Barazzutti Adriano Panatta | 6-1, 3-6, 7-6 |  |